# Paralacydes nigrilinea
Paralacydes nigrilinea är en fjärilsart som beskrevs av James John Joicey och Talbot 1921. Paralacydes nigrilinea ingår i släktet Paralacydes och familjen björnspinnare. Inga underarter finns listade i Catalogue of Life.